# Sophie de Boer
Sophie de Boer (Drachten, Smallingerland, província de Frísia, 12 de desembre de 1990) és una ciclista neerlandesa professional des del 2014 i actualment a l'equip Parkhotel Valkenburg-Destil Cycling Team. Està especialitzada en el ciclocròs.

## Palmarès en ciclocròs
- 2016-2017
  - 1a a la Copa del món de ciclocròs